# Deziderat
Deziderat, potrebna knjiga ili drugi bibliotečki materijal koji biblioteka ne poseduje, a želi da nabavi. U tu svrhu veće biblioteke ustrojavaju liste deziderata i dostavljaju ih na uvid onim bibliotekama, antikvarnicama i dr. za koje pretpostavljaju da ih mogu posedovati. Razmenom ili kupovinom pribavljaju te publikacije. U naučnim, specijalnim i fakultetskim bibliotekama liste deziderata sastavljaju naučnici specijalisti.

## Formiranje kartoteke
Od zahteva čitalaca formira se kartoteka deziderata, koja može korisno da utiče na nabavnu politiku biblioteke.

## Spoljašnje veze
- Narodna biblioteka Srbije
- Britanska biblioteka Архивирано на веб-сајту  (22. фебруар 2011)
- Kongresna biblioteka